# 歌川景秀
歌川 景秀（うたがわ かげひで、生没年不詳）とは、江戸時代の浮世絵師。

## 来歴
歌川貞秀または歌川貞景の門人かといわれる。歌川の画姓を称し花蝶楼と号す。嘉永6年（1853年）に大判錦絵の作を残している。

## 作品
- 「冨士之裾野御狩図」　大判錦絵3枚続　富士市立博物館所蔵　※嘉永6年、三河屋鉄五郎版